# Ze Zhang
Ze Zhang es un tenista profesional, nacido el 4 de julio de 1990 en la ciudad de Nankín, China. Su máximo ranking individual lo consiguió el 27 de mayo del año 2013, cuando alcanzó la posición n.º 148 del ranking mundial ATP. El 7 de julio de 2014 logró su puesto más alto en la modalidad de dobles, alcanzando el puesto n.º 243.
Es un jugador diestro y su superficie favorita son las pistas duras. Ha ganado hasta el momento 6 títulos futures en individuales y otros 4  en dobles.
Debutó en 2009 en el Equipo de Copa Davis de China. Ha disputado un total de 23 encuentros, ganando en 7 ocasiones y perdiendo en las otras 16.

## Finales Challenger (0-1)
| Leyenda                   |
| ------------------------- |
| ATP Challenger Tour (0-1) |

| Resultado | N.º | Fecha      | Torneo                           | Superficie | Rival en la final | Resultado de la final |
| --------- | --- | ---------- | -------------------------------- | ---------- | ----------------- | --------------------- |
| FINALISTA | 1.  | 22.05.2010 | Challenger de Fergana Uzbekistán | Dura       | Evgeny Kirillov   | 3–6, 6-2, 2-6         |